# Zdenko Brusić
Zdenko Brusić (Šibenik, 16. rujna 1938. – Zadar, 10. studenoga 2014.) bio je hrvatski arheolog i jedan od začetnika hrvatske hidroarheologije.

## Životopis
Osnovnoškolsko obrazovanje stječe u Privlaci, a gimnazijsko u Zadru. Na Filozofskom fakultetu u Zagrebu diplomira arheologiju 1963. Na istom fakultetu obranom rada Eneolit i rano brončano doba na sjeverozapadnom Balkanu stječe zvanje magistra 1973., a disertacijom Import helenističke i rimske reljefne keramike u Liburniji 1981. stječe titulu doktora. U arheološkoj zbirci Nina djelovao je kao kustos od 1966. do 1969. kada je rad nastavio u Muzeju grada Šibenika. Ravnateljem Arheološkog muzeja u Zadru bio je od 1982. do 1987, a do 1998. bio je kustos Prapovijesnog odjela, kada je prešao na Filozofski fakultet u Zadru. Znanstveno-nastavno zvanje izvanrednog profesora za prapovijesna arheologija stekao je 1999., a od 2003. bio je redovni profesor. Osim u Zadru, predavao je i na Odsjeku za arheologiju Filozofskog fakulteta u Mostaru. Bio je počasnim članom Hrvatskog arheološkog društva.

## Znanstveni rad
Tijekom rada sudjelovao je u mnogim arheološkim istraživanjima. Godine 1966. u zaljevu Zatonu Brusić (kod rta Kremenjače) otkrio je ostatke antičkog broda izrađenog tehnikom šivanja, a na ulazu u ninsku luku od 1966. do 1968. uočio je ostatke dviju brodica iz Srednjeg vijeka koje se danas nalaze u Arheološkoj zbirci u Ninu.
Zajedno s arheologom Zlatkom Gunjačom te konzervatorom i restauratorom Daliborom Martinovićem, sudjelovao je u prvim podvodnim arheološkim istraživanjima u Hrvatskoj. U to vrijeme svjetsku arheološku senzaciju, olupinu galije s velikim brojem umjetničkih i uporabnih predmeta otkrili su 4. rujna 1967. Tom prigodom u Biogradu je osnovan Zavičajni muzej u kojem je izložena većina tih predmeta, a izrađena je i replika galije.
U dugogodišnjem istraživanju antičke luke Enone (Nin) otkrio je liburnske brodove, kao i dva dobro očuvana starohrvatska broda iz 11. stoljeća nedaleko od Nina. Sudjelovao je i u istraživanjima drugih antičkih luka u Istri (Savudriji, Červar i Poreč), na otocima Mljetu, Visu i Murteru, te luku u Resniku kod Splita. Značajna istraživanja antičkih brodoloma obavljao je u okolini Šibenika (otoci Zlarin i Oblik) i Zadra (Pakoštane), kao i ostatke srednjovjekovnih brodoloma u okolini Dubrovnika (Suđurađ i Drevina), Biograda (Gnalić) i na Kornatima (Bisage), te Pašmanskog i Zadarskog kanala.

## Izbor iz djela

### Knjige
- Pokrovnik kod Šibenika, neolitičko nalazište, Šibenik 2008.
- Hellenistic and Roman Relief Pottery in Liburnia, BAR International Series 817, Oxford 1999.

### Znanstveni radovi
- Uvala Pijan u staroj Savudriji-rimski Silvo, Strateška luka navigacijske rute duž istočne obale Jadrana. (Histria antiqua: časopis Međunarodnog istraživačkog centra za arheologiju 18 (2009.))
- Pakoštanska luka i druga priobalna liburnska naselja u Pašmanskom kanalu u odnosu na gradinska naselja u zaleđu i Aseriju (Asseria, Vol. 5. 5 (2007.))
- Lux in nave (Prilozi Instituta za arheologiju u Zagrebu. 24 (2007.))
- Ostatci liburnske nekropole ispred zapadnog bedema Aserije (Asseria 3 (2005.))
- Nekropole liburnskih naselja Nina i Kose kod Ljupča. (Histria antiqua: časopis Međunarodnog istraživačkog centra za arheologiju. 8 (2002.))
- Istraživanje antičke luke kod Nina, Diadora, 4, Zadar, 1968, 203-210.
- Vrste importa helenističke i rimske keramike u Liburniju, u: Umjetnost na istočnoj obali Jadrana u kontekstu europske tradicije, Posebno izdanje Zbornika Pedagoškog fakulteta, Rijeka, 1993, 81-90.
- Serilia Liburnica, Radovi Zavoda za povijesne znanosti HAZU u Zadru, 37, Zadar, 1995, 39-59.

## Vanjske poveznice
- Odlazak oca hrvatske hidroarheologije: u 76. godini preminuo dr. Zdenko Brusić (Slobodna Dalmacija, 10. studenoga 2014.)